# Jan Teodor Callimachi
Jan Teodor Callimachi (rum. Ioan Teodor Callimachi; ur. 1690, zm. 1780) – hospodar Mołdawii, w latach 1758–1761, z rodu Callimachi.

## Życiorys
Był synem Teodora Callimachiego, pierwszym z rodziny Callimachi, który sięgnął po tron hospodarski. Uzyskanie od Wysokiej Porty nominacji na to stanowisko nastąpiło po usunięciu Scarlata Ghiki, przeciwko którego rządom wybuchły krwawe zamieszki (który nie tylko – podobnie jak inni Fanarioci – otaczał się Grekami marginalizując lokalnych bojarów, ale posunął się do obsadzania nimi nawet mniej znaczących, prowincjonalnych stanowisk administracyjnych, co zagrażało podstawowym interesom lokalnego ziemiaństwa). W tej sytuacji nominacja Jana Teodora Callimachiego była efektem kompromisu – z jednej strony jego rodzina miała lokalne korzenie (pierwotnie nazwisko jej brzmiało Călmașul), co mogło uspokoić bojarów, z drugiej strony ojciec Jana Teodora uległ hellenizacji i wszedł w kręgi rodzin fanariockich, które nieprzerwanie panowały w Mołdawii od blisko półwiecza. Sam Callimachi przed objęciem urzędu przez długi czas piastował ważne stanowisko tłumacza sułtańskiego, w której to roli zasłużył się sułtanowi na polu dyplomacji (funkcja ta w tej epoce bardzo często była odskocznią do sięgania po trony hospodarskie Mołdawii i Wołoszczyzny).
Po tron mołdawski sięgało dwóch synów Jana Teodora: Grzegorz i Aleksander. Brat Jana Teodora Gabriel był natomiast w latach 1760–1786 prawosławnym metropolitą Mołdawii.